# Abbas Bahri
Abbas Bahri (* 1. Januar 1955 in Tunesien; † 10. Januar 2016) war ein tunesischer Mathematiker.

## Leben
Bahri ging in Tunesien zur Schule, besuchte die ENS Rue d’Ulm und wurde 1981 bei Haïm Brezis an der Universität Paris VI promoviert. Danach war er an der University of Chicago, wurde dann Professor an der Universität Tunis und lehrte an der École polytechnique. Zuletzt war er Professor an der Rutgers University, wo er bis 2010 Direktor des Center for Nonlinear Analysis war.
Er befasste sich mit Variationsrechnung, partiellen Differentialgleichungen und Differentialgeometrie.
1988 wurde er Forschungsstipendiat der Alfred P. Sloan Foundation (Sloan Research Fellow). 1989 erhielt er den ersten Fermat-Preis für die Einführung neuer Methoden in die Variationsrechnung.

## Schriften
- Flow lines and algebraic invariants in contact form geometry. Birkhäuser 2003
- mit Yongzhong Xu: Recent progress in conformal geometry. Imperial College Press 2007
- Pseudo-Orbits of contact forms. Longman 1988